# Міжнародний навчальний авіаційний центр
Міжнародний Авіаційний Центр Підготовки (англ. International Aviation Training Centre, IATC) є авіаційною навчальною організацією, що надає послуги у навчанні цивільного авіаційного персоналу (пілотів, бортпровідників, льотних диспетчерів). Має ліцензії ATO (Approved Training Organisation) та АБ (Авіаційна Безпека) Державної авіаційної служби України.

## Основна інформація
IATC базується у Києві, Україна. Видані нею сертифікати визнаються авіаційною владою Киргизстану, Грузії, Афганістану, Казахстану, Туреччини, Камбоджі та Об'єднаних Арабських Еміратів.
Концептом послуг центру є надання повного циклу послуг для авіакомпаній, починаючи з первинного навчання, розробки необхідних для авіаційної компанії документів, аналізу аеропортів, і закінчуючи повторними курсами, підвищення кваліфікації та спеціального навчання.
У 2006 році IATC була номінована у якості Лідера галузі у царині освіти Торгово-Промисловою Палатою України

## Послуги
IATC надає послуги повного спектру навчання для кожного з типів літальних апаратів, що зазначені нижче (називається також Навчання Рейтингу Типу, англ. Type Rating training). Зокрема, початкову підготовку, перенавчання, відновлення, підвищення кваліфікації та спеціальні види підготовки (Управління Ресурсами Екіпажу, Радіотелефонний Зв'язок, навчання інструкторів та екзаменаторів, Авіаційна безпека та інші спеціальні авіаційні курси, всі з яких затверджені авіаційною владою України і відповідають Європейським стандартам і вимогам).
Також IATC надає послуги аналізу аеропортів, розробляє документацію Weight&Balance та процедур Відмови Двигунів для літальних апаратів замовника.

## Типи літальних апаратів
Літальний апарат з нерухомим крилом:
- Boeing 737 300–900
- Boeing 757/767
- Airbus 319/320/321/330/340
- Embraer 135/145
- Embraer 170/190
- Beechcraft B300
- ATR 42/72

## Курси підготовки

###### Для пілотів
- початкова підготовка для отримання рейтингу типу ПС
- періодична підготовка
- відновлювальна
- вивчення відмінностей між ПС

###### Для бортпровідників
- початкова підготовка бортпровідника

- підготовка на тип ПС
- періодична підготовка
- відновлювальна
- вивчення відмінностей між ПС
- підготовка одноосібного члена кабінного екіпажу (SinCCM)
- підготовка старшого бортпровідника (SCCM)

###### Для інструкторів
- початкова та періодична підготовка інструктора-бортпровідника

- підготовка інструктора тренажеру / інструктора типу SFI(A) / TRI(A)

###### Спеціальні види підготовки
- Початкова та періодична підготовка до виконання всепогодних польотів за категорією ІІ/ІІІ ICAO, LVTO (Low Visibility Operations Training)
- Підготовка із взаємодії в багатопілотному екіпажі (Multi-Crew Cooperation Course, MCC)
- Підготовка по запобіганню потрапляння літака в складні просторові положення та виведення з них (Upset Prevention and Recovery Training, UPRT)
- Підготовка з управління ресурсами екіпажу (Crew Resource Management Training, CRM)
- Підготовка інструкторів з управління ресурсами екіпажу (Crew Resource Management Instructor Training, CRMI)
- Початкова та періодична підготовка до виконання польотів по трекам у зоні NAT HLA (MNPS) та з EDTO (ETOPS)
- Підготовка до польотів у повітряному просторі зі скороченим інтервалом вертикального ешелонування (Reduced Vertical Separation Minima airspace Training, RVSM)
- Підготовка до заходів на посадку з інструментальною системою посадки за РЛС, що забезпечує видачу точних координат / Одночасний інструментальний захід на посадку із зсувом (ILS/PRM/SOIA)
- Підготовка з перевезення небезпечних вантажів повітряним транспортом (Dangerous Goods Regulations Training)
- Підготовка з системи управління безпекою (Safety Management System Training, SMS)
- Підготовка до польотів на міжнародних повітряних лініях (International Flight Operations Training, IFO)
- Початкова та періодична підготовка льотного складу до ведення радіозв’язку англійською мовою (ELP IT&RT)
- Періодична підготовка екзаменаторів/рейтерів з авіаційної англійської мови
- Іспит на визначення рівня володіння авіаційною англійською мовою відповідно шкали ICAO
- Підготовка на командира ПС (Upgrade (Commander) Training)
- Початкова та періодична підготовка диспетчерів із забезпечення та контролю польоту (FD IT&RT)
- Аварійно-рятувальні процедури та обладнання (Aircraft Emergency and Safety Equipment Recurrent Training)
- Відпрацювання дій по боротьбі з вогнем на борту ПС (пожежогасіння, Firefighting Training)

## Замовники
Основними замовниками IATC є українські авіакомпанії. Також виконує замовлення закордонних авіакомпаній.

## Зовнішні посилання
- Міжнародний Авіаційний Центр Підготовки